# Божидар Финков
Божидар Тодоров Финков е български политик от НДСВ.

## Биография
През 1965 г. завършва средното си образование в София, а през 1971 г. – медицина в Медицинската академия. От 1976 г. е асистент към Катедра Сърдечносъдови заболявания в Националния център за сърдечносъдови заболявания, а от 1982 г. – старши асистент и главен асистент (1985). След 1992 г. става доктор на медицинските науки и доцент по кардиология. В периода 1997 – 2000 г. е заместник-директор на Националния център за сърдечносъдови заболявания. В периода 2001 – 2003 г. е министър на здравеопазването. След това работи като кардиолог в Университетска болница „Св. Анна“.
Финков е женен за юристката Мариана Карагьозова-Финкова.